# Spirobranchus corniculatus
Spirobranchus corniculatus är en ringmaskart som först beskrevs av Grube 1862.  Spirobranchus corniculatus ingår i släktet Spirobranchus och familjen Serpulidae.
Artens utbredningsområde är havet kring Nya Zeeland. Inga underarter finns listade i Catalogue of Life.